# Бєлов Григорій Акинфович
Григо́рій Аки́нфович Бєло́в (* 18 грудня 1895, с. Вахонькино, Новгородська губернія, Російська імперія — 1965, Ярославль, РРФСР, СРСР) — російський радянський актор театру і кіно, педагог, громадський діяч. Народний артист СРСР (1956). Лауреат Сталінської премії другого ступеню (1949).
Член КПРС з 1942.
Сценічну діяльність почав 1917 в Череповці. Працював у Дніпропетровську, Казані, Архангельську та інших містах. З 1945 — в Ярославському драматичному театрі імені Ф. Волкова.
Найкращі ролі: Попіл і Сомов («На дні» і «Сомов та інші» М. Горького), Яровий («Любов Ярова» Треньова), Ромодан («Крила» Корнійчука). Бєлов популярний як актор кіно (створив образи Римського-Корсакова і Мічуріна в однойменних фільмах).